# 加莫納爾戰役
加莫納爾戰役（法語：bataille de Gamonal）或稱布尔戈斯戰役（西班牙語：batalla de Burgos）發生於1808年11月10日，是半島戰爭期間的一場戰役。此役由让·苏尔特元帥率領的法國第二軍在短暫的接敵後，迅速擊潰貝爾韋代雷伯爵指揮的西軍分隊並佔領布尔戈斯，導致西班牙中部地區門戶大開，最終於12月4日攻入西班牙首都馬德里。

## 背景
1807年提爾西特條約簽訂後，拿破崙決定擴大大陸封鎖體系，將征服葡萄牙視為當務之急。1807年10月27日，法國與西班牙簽訂楓丹白露條約，法西兩國將派出聯軍進攻葡萄牙，並將其拆分成三個國家。法軍將領朱諾率軍越過比利牛斯山與西班牙合兵後，於11月30日進入里斯本。葡萄牙王室流亡巴西後，法國的盟國西班牙陷入了政治危機，國王卡洛斯四世與其子费尔南多相互爭鬥，拿破崙開始掌控西班牙的政局。1808年3月17日阿蘭胡埃斯爆發起義，卡洛斯四世與其首相曼努埃爾·戈多伊被推翻，19日费尔南多王子即位。幾天後，原就控制許多西班牙城鎮的法國軍隊佔領馬德里。5月2日，正當拿破崙在巴约讷會見卡洛斯與费尔南多父子時，馬德里爆發民眾起義，而拿破崙在幾日後便將哥哥约瑟夫扶上西班牙王位。隨後西班牙全國接連爆發起義，法軍未能如設想一般控制西班牙，拿破崙決定親自干預西班牙戰場。
之後，他解散「大軍團」，將該軍團中的13萬人調至西班牙戰場，與8萬新軍組成新成立的西班牙軍團（Armée d'Espagne）。這支軍團將面對12.5萬人的西班牙一線部隊、8萬人的西班牙二線部隊、民兵以及遠道而來的英國部隊。拿破崙計劃勒菲弗第四軍與維克托第一軍進攻布萊克的部隊，內伊第六軍與蒙塞第三軍進攻卡斯塔尼奧斯與帕拉福斯的部隊，將西班牙軍隊的兩翼殲滅，而他本人則率領主力部隊進攻西班牙中路。11月初，拿破崙暫緩中路攻勢停留在維多利亞，等待貝西埃元帥攻佔布尔戈斯，但後者因為他的軍長職位即將被蘇爾特元帥取代，於是尚未進攻該城市。此時拿破崙的中路部隊雖有7萬人，但只有其第二軍及米約與弗蘭切斯基的騎兵部隊位在前線。
西軍在布尔戈斯前共有1,600名駐軍與4門火砲，先在11月7日得到貝爾韋代雷伯爵所率之「埃斯特雷马杜拉軍團」第一師（4,000名步兵、400名騎兵及12門火砲）的增援，後在幾天後得到第二師（3,000名步兵及2個驃騎兵團）的增援，使該地西軍總數達到8,600名步兵、1,100名騎兵及16門火砲。

## 戰鬥
貝爾韋代雷伯爵率西軍在加莫納爾村前的公路上展開陣列，該地為一片開闊的平原，其右翼雖依靠阿蘭松河，但該河多處可涉水而過，而其左翼則毫無依托，孤懸於維利馬爾村附近。其前方有一大片森林，公路貫穿其中，這為法軍提供了極佳的掩護，使其能隱藏行蹤直至發動攻擊的最後一刻。貝爾韋德雷將兩個炮兵連部署於中央，前線由六個步兵營組成，兩翼各配置一個騎兵團。第二線由四個步兵營構成，此外，後方仍有兩個步兵營、四門火砲及第三個騎兵團正向前推進，但尚未抵達預定位置，戰鬥便已爆發且迅速敗北。
蘇爾特元帥下令拉薩爾將軍指揮輕騎兵師作為前鋒，隨後是米約將軍的龍騎兵以及第二軍的三個步兵師，其中穆頓師在最前，接著是梅爾師，最後是博內師殿後。米洛的龍騎兵師向南推進，在河岸列陣，正對西班牙右翼，而拉薩勒的四個輕騎兵團則構成法軍中央。穆頓的十二個步兵營部署於左翼，以散兵為前鋒，穿越森林向前推進。
法軍左翼與中央的七個騎兵團隨後對西班牙步兵發起猛烈衝鋒，負責掩護西班牙軍側翼的輕騎兵團「如同被風吹散的糠秕一般潰散」。西班牙步兵尚未來得及結成方陣，便被五千名法軍騎兵衝擊，五個步兵營被踏碎，軍旗盡失，過半士兵非死即俘。米洛的龍騎兵緊追潰軍，而拉薩爾的驃騎兵則撲向另一半的西班牙軍。同時，穆東的步兵從正面發動攻擊，最終導致西班牙軍徹底潰敗，所有十六門火砲皆被法軍俘獲。
儘管貝爾韋德雷曾兩度試圖重整潰軍，一次在橋邊，另一次在城外，但仍無力阻止軍隊的潰散。唯有兩支部隊保持隊形並成功撤退：分別為南側比森特·赫納羅·德·克薩達上校指揮的瓦隆衛隊第四營，以及北側胡安·迪亞斯·波利耶中校指揮的第一省擲彈兵團。

## 後果
法軍進入布尔戈斯市後，為了慶祝勝利大肆劫掠，甚至放火燒毀位在拿破崙旁的房屋，迫使他轉移至另一條街。法軍中央部隊在此戰與維克托軍在埃斯皮諾薩-德洛斯蒙特羅斯戰役的勝利導致西班牙軍2萬的部隊失散，散落至坎塔布里亚、卡斯蒂利亚-莱昂、納瓦拉、巴斯克、拉里奧哈等地，其中不少人成為日後對抗法軍的游击队，西班牙中部地區也因此門戶大開。在右翼與中路都取得成功後，拉納元帥指揮的第三軍也在幾天後的圖德拉戰役擊潰敵軍，瓦解左翼的威脅。11月30日，法軍中的波蘭騎兵在索莫謝拉戰役中，以一個中隊之力奪下四個西班牙炮兵陣地，打通通往馬德里的道路。12月4日，拿破崙進入西班牙首都馬德里。

## 註腳
1. 1 2 3 4 5 6 7  Bodart 1908，第390頁.
2. ↑  Broers & Dwyer 2022，第418頁.
3. ↑  Broers & Dwyer 2022，第420-421頁.
4. ↑  Broers & Dwyer 2022，第420-423頁.
5. ↑  Broers & Dwyer 2022，第426頁.
6. 1 2  Leggiere 2016，第208頁.
7. ↑  Chandler 2009，第627-629頁.
8. ↑  Leggiere 2016，第212頁.
9. 1 2  Oman 1902，第420頁.
10. 1 2 3 4 5 6  Oman 1902，第424-429頁.
11. 1 2  Esdaile 2003，第133頁.
12. 1 2  （西班牙語） Puell de la Villa, F. "Juan Díaz Porlier". （页面存档备份，存于） Diccionario Biográfico electrónico. 西班牙王室歷史學院（英语：Real Academia de la Historia）.
13. ↑  Leggiere 2016，第215頁.
14. 1 2  Colson & Mikaberidze 2022，第414頁.

## 外部連結
- 维基共享资源上的相關多媒體資源：加莫納爾戰役